# Amadeus Arkham
Amadeus Arkham est un personnage de fiction de DC Comics. Il est le fondateur de l'Asile d'Arkham et l'oncle de Jeremiah Arkham.

## Historique de la publication
Il fut créé en 1984 pour l'entrée sur l'Asile d'Arkham dans le Who's Who: The Definitive Directory of the DC Universe #1. L'histoire fut répétée et étendue en 1989 dans le roman graphique Arkham Asylum: A Serious House on Serious Earth. Le comic est entrecoupé de flashbacks sur la vie et l'enfance du fondateur d'Arkham, Amadeus Arkham. Le personnage apparait actuellement dans les New 52 de DC Comics comme le protagoniste de la série All Star Western aux côtés de Jonah Hex.

## Biographie fictive
L'information du Who's Who établit que l'Asile fut nommé d'après Elizabeth Arkham, la mère du fondateur, Amadeus Arkham. Le nom d'origine du bâtiment était l’Hôpital Arkham. C'est une sombre histoire qui commence au début des années 1900 quand la mère d'Arkham, ayant souffert d'instabilité mentale toute sa vie, se suicide (il fut plus tard révélé que c'est son fils qui l'avait euthanasiée et avait réprimé le souvenir). Amadeus Arkham décida alors, étant seul héritier de la propriété Arkham, de remanier sa maison familiale dans le but de soigner proprement les maladies mentales, ainsi les autres n'auraient pas à souffrir comme sa mère. Avant cette période, Amadeus Arkham soignait les patients au State Psychiatric Hospital de Metropolis, où lui, sa femme Constance et leur fille Harriet vivaient depuis un certain temps.